# Xenoreoderus nanus
Xenoreoderus nanus är en skalbaggsart som beskrevs av Gilbert John Arrow 1944. Xenoreoderus nanus ingår i släktet Xenoreoderus och familjen Cetoniidae. Inga underarter finns listade i Catalogue of Life.